# ريد هاويس
ريد هاويس (بالإنجليزية: Reed Howes)‏ هو عارض وممثل أمريكي، ولد في 5 يوليو 1900 في واشنطن العاصمة في الولايات المتحدة، وتوفي في 6 أغسطس 1964 في وودلاند هيلز، كاليفورنيا في الولايات المتحدة.

## وصلات خارجية
- ريد هاويس على موقع IMDb (الإنجليزية)
- ريد هاويس على موقع روتن توميتوز (الإنجليزية)
- ريد هاويس على موقع ألو سيني (الفرنسية)
- ريد هاويس على موقع قاعدة بيانات الفيلم (الإنجليزية)